# Compile (computerspelbedrijf)
Compile (Japans: 株式会社コンパイル, Kabushiki Kaisha Konpairu)  was een Japanse spelontwikkelaar, opgericht in 1983 door Masamitsu Niitani.
Compile was bedenker van een aantal kleurrijke en populaire actie- en raadselspellen, waaronder de Puyo Puyo-serie. Hoewel Compile spellen ontwierp voor de spelcomputers van zowel SEGA en Nintendo, waren ze voornamelijk actief als spelontwikkelaar voor het MSX- en PC Engine-systeem.
Ze creëerden onder meer de Madou Monogatari-reeks, maar tevens vertical shooters als de Zanac- en Aleste-reeks en talloze andere, minder succesvolle spellen. Hoewel Compile zich specialiseerde in shoot'em up- en puzzelspellen, werden ook spellen in andere genres voor meerdere computerplatformen ontwikkeld. Compile vroeg in 2002 het faillissement aan en werd daarna ontbonden. De concessie van Puyo Puyo ging over naar het Sonic Team.

## Puyo Puyo
Puyo Puyo werd het eerst uitgebracht op de MSX2 in 1991 en is een "vallende blokken"-spel, vergelijkbaar met Tetris. Het doel van het spel is het vormen van een rij van "Puyos" met dezelfde kleur als de blokken die vallen vanaf de bovenkant van het scherm. Dit eenvoudige en verslavende concept werd uitbouwd tot een uitgebreide spelreeks over een periode van twee decennia.
Puyo Puyo bereikte Noord-Amerika in de vorm van Dr. Robotnik's Mean Bean Machine voor de Sega Mega Drive en als Kirby's Avalanche voor de Super Nintendo. Na de vereffening van Compile gingen de rechten naar Sega's Sonic Team, en deze ontwikkelde Puyo Puyo Fever.

## Lijst van computerspellen
- Adventures of Arle
- Aleste
- Aleste 2
- Aleste Gaiden
- Blaster Burn
- Blazing Lazers
- C-So
- Championship Lode Runner
- Choplifter
- E.I.
- Final Justice
- Girly Block
- GG Aleste
- GG Aleste II - Lance Bird
- Godzilla (Gojira-Kun)
- Ghostbusters
- Golvellius: Valley of Doom
- Gun Nac
- Guardic
- Gulkave
- Guru Logi Champ
- The Guardian Legend
- Jagur 5
- Loderunner
- Lunar Ball
- Madoh Monogatari I
- Madoh Monogatari II
- Madoh Monogatari III
- Madoh Monogatari A
- Madoh Monogatari R
- Madoh Monogatari S
- Madoh Monogatari: Hanamaru Daiyouchienji
- Madoh monogatari
- Nazo Puyo

- Neo Devil Golvellius
- Nazo Puyo 2
- Parlour Games
- Power Strike
- Power Strike II
- Puyo Puyo 2
- Puyo Puyo 2 Remix
- Puyo Puyo Sun
- Puyo Puyo~n
- Puyo Wars
- R-Type (Sega Mark III conversie)
- Randar no Bouken (1989)
- Randar II: Revenge of Death (1989)
- Randar no Bouken III: Yami ni Miserareta Majuts...
- RuneMaster
- RuneMaster II
- RuneMaster: War among Three Empires
- Robo Aleste
- Seirei Senshi Spriggan
- Shadowrun (voor de Mega-CD)
- Sonic Compilation
- Spriggan Mark 2
- Super Aleste (Space Megaforce in de Verenigde Staten)
- Super Nazo Puyo 2: Ruruu no Tetsuwan Hanjyouki
- Super Nazo Puyo: Ruruu no Ruu
- Swing
- Wander Wonder
- Xevious Fardraut Saga
- Zanac
- Zanac EX
- Zanac X Zanac